# Lopare Selo (Čelić)
Pour les articles homonymes, voir Lopare Selo.
Lopare Selo (en serbe cyrillique : Лопаре Село) est un village de Bosnie-Herzégovine. Il est situé dans la municipalité de Čelić, dans le canton de Tuzla et dans la fédération de Bosnie-et-Herzégovine. Selon les premiers résultats du recensement bosnien de 2013, il ne compte aucun habitant.
Avant la guerre de Bosnie-Herzégovine, le village faisait entièrement partie de la municipalité de Lopare ; après la guerre et à la suite des accords de Dayton (1995), une partie de son territoire a été rattachée à la municipalité de Čelić nouvellement créée et intégrée à la Fédération de Bosnie-et-Herzégovine.

## Démographie

### Évolution historique de la population
| 1948 | 1953 | 1961  | 1971 | 1981  | 1991  | 2013 |
| ---- | ---- | ----- | ---- | ----- | ----- | ---- |
| -    | -    | 1 121 | 933  | 1 223 | 1 035 | 0    |

|  |